# FVWM
F Virtual Window Manager (en l'actualitat la 'F' no té cap significat) és un gestor de finestres per al sistema de finestres XWindow. Inicialment fou un derivat de l'entorn twm, però acabà sent un poderós i configurable entorn per als sistemes UNIX.

## Història
El 1993, quimerós de l'entorn Twm, després d'observar les limitacions durant el seu treball amb marques acústiques per al Departament de Defensa dels Estats Units, Robert Nation començà a furonejar twm per descobrir perquè utilitzava tanta memòria, i a afegir suport per als escriptoris virtuals.
Ben bé conegut, pel seu emulador de terminal, va treballar a reduir el consum del seu nou gestor de finestres. Decidint provar l'acceptació del seu gestor, l'1 de juny de 1993, Rob el llançà conjuntament amb la nova versió del rxvt. Aquest, fou acollit amb gran èxit, perquè molta gent, també estaven farts del Twm i desitjaven un canvi.
Molts desenvolupadors han basat el seu propi treball per beneficiar-se'n d'anys de refinament i desenvolupament. Molts dels gestor de finestres que s'utilitzen hui en dia estan relacionats amb FVWM. Afterstep, Xfce, Enlightenment, Metisse i molts més són un exemple.
Al començament, FVWM significava Gestor Dèbil de Finestres Virtual, en anglès, Feeble Virtual Window Manager, però per algun motiu el significant de l'F va acabant perdent-se. Quan Google va publicar els fitxers antics del grup de notícies obtinguts de DejaNews, el seu significat fou recuperat. Malgrat tot açò els desenvolupadors del FVWM preferiren mantindre la F sense cap significat, fins al dia de hui.
El 1994, Rob Nation deixà el desenvolupament del FVWM i fou Charles Hines el qui continuà el manteniment. L'última versió que tragué a la llum Rob Nation va ser la fvwm-1.24r. La versió posterior de Rob Nation utilitza un format de configuració de fitxer diferent, així com una arquitectura significativament distinta. Moltes distribucions Linux, distribuïen, tant la versió fvwm-1.24r com la versió més recent com a programes individuals. Encara, des de 2005 l'última versió d'en Rob Nation pot compilar-se i funcionar en un sistema Linux sense cap problema. Al final de 1998 l'oficina de FVWM tancà i el desenvolupament fou continuat per un grup de voluntaris

## Característiques
Llistat parcial basat en la documentació distribuïda amb el FVWM
Moltes d'aquestes característiques poden ser desactivades en l'execució o compilació, dinàmicament per a finestres específiques, com a mòduls carregats i descarregats, o amb altres moltes possibilitats. Aquests no són característiques estrictes, però proporcionen els mecanismes per configurar l'escriptori per a treballar, l'aspecte i el comportament en mode que desitge l'usuari.
- Suporta qualssevol quantitat d'escriptoris virtuals, cadascú dividit en múltiples pàgines.
- Suport complet d'EWMH (Extended Window Manager Hints), ICCCM-2 i suport indirecte de GNOME.
- Suport complet d'internacionalització, incloent caràcters multioctet i text bidireccional.
- Suporta fonts Xft2 amb antialising, ombres soltes de qualssevol grandària, en qualssevol direcció i rotació del text.
- Les barres de títol poden ser desactivades o situades a sobre qualssevol cantó de finestra.
- Ombrejat de finestra animada en totes les direccions.
- Complet suport de fitxers PNG, incloent combinació Alfa (Alpha blending)
- Ús de la llibreria Perl per a estendre FVWM utilitzant Perl, scripting i procés previ de fitxers de configuració.
- Pot ser estès per script. El procés previ permet configuracions dinàmiques.
- Joc d'eines per a construir diàlegs, menús en temps d'execució.
- Panells d'escriptori configurables.
- Els gestos del ratolí permet dibuixar formes i enllaçar-les a comandaments.
- Suport de gestor de sessió.
- Extensió de suport Xinerama per a utilitzar més d'un monitor.
- Extensible dinàmicament fent ús de mòduls.